# الیور استارک
الیور استارک (انگلیسی: Oliver Stark؛ زادهٔ ۲۷ ژوئن ۱۹۹۱) بازیگر اهل بریتانیا است.
از فیلم‌ها یا برنامه‌های تلویزیونی که وی در آن نقش داشته‌است، می‌توان به در بدلندز و بازیگران ذهن اشاره کرد.